# Nimrod (fartyg)
För andra betydelser, se Nimrod (olika betydelser).
Nimrod var det expeditionsfartyg som Ernest Shackleton använde vid Nimrodexpeditionen till Antarktis 1907-1909. Det var en barkentin, byggd 1865 på 334 bruttoton.

## Historik
Nimrod byggdes 1865 av ek och furu på varvet Alexander Stephens and Sons Ltd, Dundee, Skottland. Hon riggades som en skonert och användes som valfångstfartyg mellan 1858 och 1861.

### Polarexpeditionen 1907–1909
Nimrod köptes av Shackleton för £5 000 och byggdes om till en barkentin.
1907 startade Nimrodexpeditionen med målet att bli den första expedition som nådde Sydpolen. Detta lyckades inte med expeditionen nådde den sydligaste latituden 88° 23' S, endast 97,5 sjömil (180 kilometer) från polen. Expeditionen upptäckte också Beardmore-glaciären och besteg Mount Erebus (3 793 m ö.h.).

### Lastfartyg
Efter expeditionen såldes Nimrod och gick som lastfartyg. 1919 gick fartyget på grund i svår storm utanför grevskapet Norfolk i östra England. Endast två man kunde räddas.